# Aldousbreen
De Aldousbreen is een gletsjer op het eiland Nordaustlandet, dat deel uitmaakt van de Noorse eilandengroep Spitsbergen.
De gletsjer is vernoemd naar luitenant J. R. T. Aldous, die meevoer met de expeditie naar Nordaustlandet met George Binney in 1924.

## Geografie
De gletsjer ligt in het zuidoosten van Gustav-V-land en is noord-zuid georiënteerd. Hij komt vanaf de ijskap Vestfonna en mondt uit in het Wahlenbergfjorden.
Op minder dan twee kilometer naar het oosten ligt de gletsjer Eltonbreen en op ongeveer drie kilometer naar het westen ligt de gletsjer Frazerbreen.